# Брезгунов, Владимир Петрович
Владимир Петрович Брезгунов (5 февраля 1929, Мстиславский район, Могилёвская область, Белорусская ССР, СССР — 2 декабря 1995, Екатеринбург, Россия) — Герой Социалистического Труда (1986), бригадир токарей-карусельщиков завода «Уралэлектротяжмаш» имени В. И. Ленина Министерства электротехнической промышленности СССР, город Свердловск.

## Биография
Родился в 1929 году на территории Мстиславского района (ныне — Могилевская область Белоруссии).
Срочную службу отслужил на Дальнем Востоке, после чего приехал в город Свердловск и поступил на работу учеником токаря на карусельный станок на завод «Уралэлектротяжмаш», стал бригадиром токарей-карусельщиков. На заводе производил гидрогенераторы для Усть-Илимской, Нурекской, Чиркейской и многих других ГЭС. Закончил без отрыва от производства машиностроительный техникум по специальности «обработка металлов резанием».
В 1975 году был командирован в США, где изучал технологический процесс. Автомобиль, который Владимир Петрович получил в 1979 году как премию ВДНХ, был продан, вырученные деньги ушли в Фонд мира и в детский дом. Долгие годы был членом правления Свердловского областного отделения Советского Фонда мира.
Умер 2 декабря 1995 года в Екатеринбурге. Похоронен на Восточном кладбище.

## Награды
Имел множество почетных грамот, благодарностей, премий за добросовестный труд и наград:
- 1970 — медаль «За доблестный труд»[2];
- 1974 — орден Трудового Красного Знамени[2];
- 1979 — премию ВДНХ «за успешную работу», наградили автомашиной Москвич-412;
- 1981 — орден Ленина;
- 10.06.1986 — звание Герой Социалистического Труда с золотой медалью Серп и Молот и орден Ленина;
- 1986 — звание «Почётный гражданин Свердловска»[2];
- знак «Отличник социалистического соревнования»;
- знак «Ударника IX пятилетки»[2].